# 1976. május 24-i konzisztórium
Az 1976. május 24-i konzisztóriumot VI. Pál pápa hívta össze április 27-én. Összesen 21 új bíborost kreált, mind pápaválasztó (80 év alatti), közülük egy „in pectore” kreált bíboros, akinek neve az 1977. június 27-i konzisztóriumon lett nyilvánosságra hozva.
| Nº                     | Ország                    | Név                                    | Életkor                | Hivatal                                                     |
| Pápaválasztó bíborosok | Pápaválasztó bíborosok    | Pápaválasztó bíborosok                 | Pápaválasztó bíborosok | Pápaválasztó bíborosok                                      |
| ---------------------- | ------------------------- | -------------------------------------- | ---------------------- | ----------------------------------------------------------- |
| 1                      | Dominikai Köztársaság     | Octavio Antonio Beras Rojas            | 69                     | a Santo Domingó-i főegyházmegye érseke                      |
| 2                      | Olaszország               | Opilio Rossi                           | 66                     | Ausztria apostoli nunciusa                                  |
| 3                      | Olaszország               | Giuseppe Maria Sensi                   | 68                     | Portugália nyugalmazott apostoli nunciusa                   |
| 4                      | Argentína                 | Juan Carlos Aramburu                   | 64                     | a Buenos Aires-i főegyházmegye érseke                       |
| 5                      | Olaszország               | Corrado Bafile                         | 72                     | a Szenttéavatási Ügyek Kongregációja pro-prefektusa         |
| 6                      | Szenegál                  | Hyacinthe Thiandoum                    | 55                     | a Dakari főegyházmegye érseke                               |
| 7                      | Uganda                    | Emmanuel Kiwanuka Nsubuga              | 61                     | a Kampalai főegyházmegye érseke                             |
| 8                      | Németország               | Joseph Schröffer                       | 73                     | a Katolikus Nevelésügyi Kongregáció titkára                 |
| 9                      | India                     | Lawrence Trevor Picachy S.J.           | 59                     | a Kolkatai főegyházmegye érseke                             |
| 10                     | Fülöp-szigetek            | Jaime Lachica Sin                      | 47                     | a Manilai főegyházmegye érseke                              |
| 11                     | Amerikai Egyesült Államok | William Wakefield Baum                 | 49                     | a Washingtoni főegyházmegye érseke                          |
| 12                     | Brazília                  | Aloísio Leo Arlindo Lorscheider O.F.M. | 51                     | a Fortalezai főegyházmegye érseke                           |
| 13                     | Új-Zéland                 | Reginald John Delargey                 | 61                     | a Wellingtoni főegyházmegye érseke                          |
| 14                     | Argentína                 | Eduardo Francisco Pironio              | 55                     | az Egyházi és Világi Intézetek Kongregációja pro-prefektusa |
| 15                     | Magyarország              | Lékai László                           | 66                     | az Esztergomi főegyházmegye érseke                          |
| 16                     | Egyesült Királyság        | George Basil Hume O.S.B.               | 53                     | a Westminsteri főegyházmegye érseke                         |
| 17                     | Madagaszkár               | Victor Razafimahatratra S.J.           | 54                     | a Tananarivei főegyházmegye érseke                          |
| 18                     | Nigéria                   | Dominic Ignatius Ekandem               | 59                     | az Ikot Ekpene-i egyházmegye püspöke                        |
| 19                     | Vietnám                   | Joseph Marie Trịnh Như Khuê            | 77                     | a Hanoi főegyházmegye érseke                                |
| 20                     | Lengyelország             | Boleslaw Filipiak                      | 74                     | a Rota Romana dékánja                                       |
| „in pectore” bíboros   |                           |                                        |                        |                                                             |
|                        | Csehszlovákia             | František Tomášek                      | 77                     | a Prágia főegyházmegye apostoli kormányzója                 |